# Rábaszentmihály, Győr-Moson-Sopron
Rábaszentmihály  este un sat în districtul Tét, județul Győr-Moson-Sopron, Ungaria, având o populație de 501 locuitori (2011). 

## Demografie
Componența etnică a satului Rábaszentmihály
     Maghiari (100%)
Componența confesională a satului Rábaszentmihály
     Romano-catolici (77,25%)
     Luterani (11,18%)
     Necunoscută (9,98%)
     Alte religii (2,4%)
Conform recensământului din 2011, satul Rábaszentmihály avea 501 locuitori. Din punct de vedere etnic, majoritatea locuitorilor (100,0%) erau maghiari.  Din punct de vedere confesional, majoritatea locuitorilor (77,25%) erau romano-catolici, cu o minoritate de luterani (11,18%). Pentru 9,98% din locuitori nu este cunoscută apartenența confesională.